# Charmer
Charmer är det åttonde studioalbumet av sångaren-låtskrivaren Aimee Mann, släppt av SuperEgo Records den 18 september 2012.

## Låtlista
Alla sånger är skrivna av Aimee Mann, om inget annat anges.
1. "Charmer" – 3:25
2. "Disappeared" – 3:24
3. "Labrador" – 3:49
4. "Crazytown" – 3:21
5. "Soon Enough" (Mann, Tim Heidecker) – 3:59
6. "Living a Lie" (med James Mercer) (Mann, Paul Bryan) – 3:26
7. "Slip and Roll" – 4:12
8. "Gumby" – 2:53
9. "Gamma Ray" – 3:00
10. "Barfly" – 4:00
11. "Red Flag Diver" – 2:29